# 박일준
박일준(朴一埈, 개명전 이름은 박양엽(朴良燁), 1954년 5월 31일 ~ )은 대한민국의 가수이며 한때 배우로도 활약하였다.
외모로 알 수 있듯이 한국인과 흑인의 혼혈이다.

## 생애
박일준은 1954년 5월 31일 서울에서 출생하였고 1977년 레스 백스터와 라이처스 브라더스가 불렀던 《Unchained Melody》를 번안한 《오! 진아》라는 곡으로 가수로서 첫 데뷔하였다. 싱어송라이터 겸 영화배우 김상범이 프로듀싱한 음반으로 데뷔한 그는 당시 혼혈 가수로 큰 인기를 얻었으나 1991년 영화사업에 실패하며 이에 따른 과음으로 간경화 증세를 갖게 됐고, 2002년 간경화에 따른 심각한 식도정맥 파열로 생명에 위협을 받았으나 몇 달간의 입원 끝에 다행히 호전되어 건강을 되찾았다. 퇴원 후 3년만에 2005년 12월 트로트 앨범 《왜!왜!왜!》를 발표하였다. 이후 선배가수 김국환 등과 아울러 트로트 음악 가수 제2의 전성기를 구가하였다.
서울 동대문구에서는 2013년 7월 3일 박일준을 구 홍보대사로 위촉을 하기로 하였다.

## 앨범
- 1집 《오! 진아》(1977년)
- 2집 《잘 가요/파란 마음/아가씨》(1978년)
- 3집 《누나야/당신뿐인데》(1979년)
- 4집 《꽃네야/타인의 가방》(1980년)
- 5집 《닻/참아야만 하겠지》(1981년)
- 6집 《잊을길 정말 없어요/누가 와 나를 찾으면》(1983년)
- 7집 《아내의 기도/분홍빛 사연은 모르지만》(1985년)
- 8집 《그사람/이세상 끝까지》(1986년)
- 9집 《사랑은 3.14/너는 지금 어디에》(1991년)
- 10집 《박일준 노래모음 제2집》(2005년)
- 11집 《2008 트위스트 박》(2008년)
- 12집 《꽃바람 불면》(2011년)
- 13집 《남자도 가끔 / 올레길 / 꽃바람 불면》(2012년)
- 14집 《박일준》(2012년)
- 15집 《놀아봅시다》(2014년)
- 16집 《한박자 쉬고》(2016년)
- 17집 《꽃네야,타인의 가방》(2016년)
- 18집 《닻,참아야만 하겠지》(2016년)
- 19집 《미웠다가 그리웠다가》(2018년)
- 20집 《죽고 못 사는 웬수 / 이젠 너의 삶이다》(2019년)
- 21집 《인생은》(2022년)

## 영화 출연
- 《상한 갈대》 (1984년) - 안토니 역
- 《아프리카》 (2002년) - 리키 박 역

## 홍보대사 활동
- 2013년 동대문구 홍보대사
- 2013년 SH공사 홍보대사

## 수상
- 2006년 대한민국 트로트가요대상 공로
- 2011년 대한민국 다문화예술인상 10대 예술인상